# Польки (Шуйский район)
Польки — деревня в Шуйском районе Ивановской области. Входит в состав Остаповского сельского поселения.

## География
Находится в южной части Ивановской области на расстоянии приблизительно 10 км на юг-юго-восток по прямой от районного центра города Шуя на левобережье реки Теза.

## История
Деревня была отмечена на карте 1840 года. В 1859 году здесь (тогда деревня в составе Шуйского уезда Владимирской губернии) было учтено 37 дворов.

## Население
Постоянное население составляло 167 человек (1859 год), 3 в 2002 году (русские 100 %), 6 в 2010.